# Gaston Browne

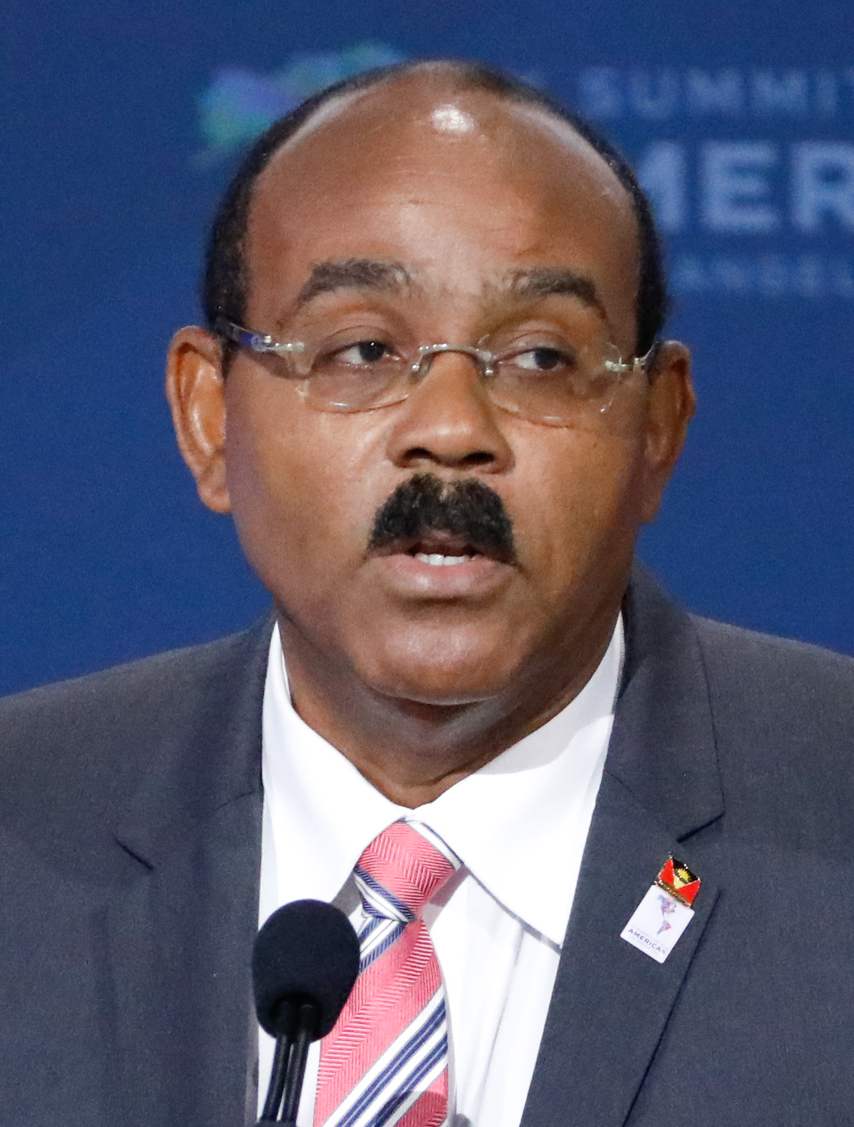
Gaston Browne (2022)

Gaston Alphonso Browne (* 9. Februar 1967 in Potters Village, Antigua und Barbuda) ist ein Politiker der Antigua Labour Party (ABLP) und seit dem 13. Juni 2014 Premierminister von Antigua und Barbuda.

## Familie und Ausbildung
Browne wurde in Potters Village, einem Township östlich von Saint John’s geboren und wuchs, entsprechend eigener Angaben, in armen Verhältnissen, zunächst bei seiner Urgroßmutter in Grays Farm und dann bei einem seiner Elternteile, auf. Seine schulische Ausbildung erhielt er an der Villa Primary School und der Princess Margaret School. Von dort wechselte er an das Antigua State College. Im Anschluss besuchte er das City Banking College und die University of Manchester im Vereinigten Königreich. Nach seiner Rückkehr in sein Heimatland war er im Bank- und Managementbereich tätig. Browne ist in zweiter Ehe mit Maria Bird, einer Nichte des früheren Premierministers Lester Bird verheiratet. Mit ihr hat er einen Sohn. Aus seiner ersten Ehe hat er zudem drei weitere Kinder.

## Politische Karriere
Brownes politische Karriere begann 1999 als ihn seine Partei bei den Unterhauswahlen 1999 als Kandidat für den Wahlkreis St. John’s City West aufstellte. Er wurde mit 48,64 % der Stimmen in das Repräsentantenhaus gewählt und vertritt dort seitdem die Interessen dieses Wahlkreises. Bereits in seiner ersten Legislaturperiode übernahm er unter Lester Bird das Amt des Ministers für Wohnungsbau. Zum 26. Juni 2003 übernahm er das neu geschaffene Ministerium für Handel und Wohnungsbau. Mit der Regierungsübernahme durch die United Progressive Party nach den Unterhauswahlen 2004 schied Browne aus der Regierungsarbeit aus, konnte seinen Sitz im Repräsentantenhaus jedoch verteidigen. Nach dem Wahlsieg seiner ABLP 2014 wurde er, als Nachfolger von Winston Baldwin Spencer, zum Premierminister von Antigua und Barbuda gewählt. Zum Zeitpunkt seines Amtsantritts war er der bisher jüngste Premierminister des Landes. Zugleich hat er das Amt des Finanzministers inne.